# Bay L'Argent
Bay L'Argent es un pueblo canadiense situado en la provincia de Terranova y Labrador.

## Superficie
Bay L'Argent tiene una superficie de 3,74 km².

## Demografía
En 2021, tenía 234 habitantes, una densidad poblacional de 62,6 hab./km², y 134 viviendas.